# Замки Франконской Швейцарии

## История
История франконских рыцарских родов берёт своё начало с конца X — начала XI веков, когда рыцарские замки служили форпостами на границе с землями, занятыми воинственными славянскими племенами, пришедшими туда на опустевшее после эпохи Великого переселения народов территории. Это противодействие, в котором германская сторона имела стратегическое превосходство, приобрело характер «Натиска на Восток», сопровождавшегося распространением, как имперской власти, так и христианства. И в этом процессе рыцарство имело такое же значение, как и монастыри.
Буквально каждая скала, пригодная для постройки на ней замка, использовалась для её укрепления, где в критические моменты могло укрыться немногочисленное в то время сельское население, находившееся в крепостной зависимости.
Во времена, когда власть императора ослабевала и контроль над рыцарством, как опоры центральной власти, уменьшался, произвол феодалов возрастал. Однако нельзя сказать, что Франконская Швейцария была территорией безграничной анархии рыцарей, профессионально занимающихся разбоем из своих замков, выполнявших функцию разбойничьих гнёзд.
Интенсивное строительство замков началось во времена короля Восточно-Франкского королевства Генриха I Птицелова, раздававшего в ленное владение вновь освоенные земли. Продолжение этого процесса при императоре Священной Римской империи Оттоне I Великом создало предпосылки для создания епископства в Бамберге при императоре Генрихе II Святом. Количество замков при нём достигло 190.
Возросшая власть епископов Бамберга, богатых патрициев Нюрнберга и маркграфов Байройта, заинтересованных в безопасности торговых путей, вели к ограничению произвола рыцарства.
В XV веке большинство замков было разграблено и сожжено гуситами во время Гуситских войн. То, что удалось восстановить, было снова разрушено во времена Крестьянской войны в Германии в XVI веке.
В следующем столетии снова начались разрушения во время Тридцатилетней войны и потому множество замков представляют в настоящее время живописные руины.
Наибольший удар землевладение древних родов получило во время Наполеоновских войн в конце XVIII-начале XIX века, существенно изменивших политическую картину региона. Этот процесс получил завершение в 1803 году с возникновением королевства Бавария, когда ликвидацией крепостного права была устранена экономическая база рыцарства.
Тем не менее, на территории Франконской Швейцарии имеются родовые гнёзда, а также замки, находящиеся во владении новых, а иногда и старых хозяев.

### Замки на рубеже Нового времени
В 1415 году немецкий теолог Ян Гус был сожжён в Констанце, как еретик. Это событие стало поводом к началу крестьянского восстания. В 1430 году против гуситов был предпринят крестовый поход, поскольку гуситы разграбили и сожгли до тла города Хоф , Кульмбах, Байройт, Вайшенфельд, Эберманштадт и Гройсен. Однако Нюрнберг и Бамберг уцелели, так как им удалось откупиться, выплатив от каждого из городов сумму в 12 000 гульденов. Для компенсации своих расходов епископ Бамберга наложил на горожан в течение года новый налог, названный «гуситским». После рейда во Франконскую Швейцарию восставшие возвращались обратно к себе в Богемию, везя 3000 возов, заполненных награбленным имуществом.
Местность разоряли и две Маркграфские войны, причиной которых было желание маркграфов получить полностью независимую от центральной власти территорию.
Так маркграф Альбрехт Ахилл Бранденбургский, владевший территорией от Егера до Уффенхайма, совершенно не считался с имперской администрацией, находящейся в Нюрнберге. Однако, несмотря на то, что он был бургграфом Нюрнберга, город ему не подчинялся. Согласно заведённому порядку маркграф был главой земельного суда, что было причиной постоянной вражды и конфликтов. Горожане не допускали хождения в городе чеканимой графом монеты и нередко оправдывали горожан, осуждённых его судом.
Их не устраивало требование маркграфа оплатить его военные расходы на войну с гуситами и отказались выплатить ему требуемые 120 000 гульденов.
В 1449 году маркграф предъявил горожанам ультиматум. Те в свою очередь заручились поддержкой 30 городов, а маркграф заключил союз с 30-ю князьями. Войска маркграфа окружили город и по его приказу разгромили и разграбили его окрестности. Горожане в свою очередь в один из месяцев разграбили 50 принадлежащих маркграфу деревень и увели 4000 голов скота.
В результате военных действий выгорели города Грэфенберг, Калхройт, Хильпольштайн, Эффельтрих и Керсбах. Противодействующие стороны в эту войну не стремились к победе путём генерального сражения. Предполагалось, что враг будет побеждён путём нанесения ему материального ущерба. Поскольку деревни и сравнимые по размерам с ними поселения не имели права иметь защитные сооружения, нанесение этого ущерба было простым делом.
Однако, жители союзного с маркграфом Эффельтриха проявили инициативу, использовав кладбищенскую ограду в качестве основы для оборонительной стены. Так в Германии появился новый вид оборонительного сооружения — веркирха. В конце концов враждующие стороны настолько разорили друг друга, что эта война сама собой прекратилась.
В 1524 году жители Франконской Швейцарии, недовольные ростом поборов и барщиной подняли восстание, одним из требований которого было получение права на ловлю рыбы и охоты в лесах. Восстание,
начавшееся в районе Форхайма было подавлено в самом начале. Однако, когда прошёл слух о том, что епископ намерен применить санкции к последователям Лютера, восстание разгорелось с новой силой. Около 8000 крестьян создали лагерь вокруг Бамберга, разграбили монастырь Михаила и дома богатых горожан и аристократов. Всего было уничтожено около 100 замков, монастырей и имений. Восставшие жгли книги библиотек, предполагая, что в них содержатся долговые документы.
Однако территории около Кульмбаха и город Нюрнберг остались нетронутыми в немалой степени потому, что администрация городов шла на небольшие, но заметные уступки в отношении налогообложения.
Вторая маркграфская война (1541—1553) была начата маркграфом Альбрехтом II Алкивиадом Бранденбург-Кульмбахским с той же целью, что и первая. Он начал с того, что осадил Нюрнберг. Он также лишил епископа Бамберга половины его земель и сделал это с ведома императора, который нуждался в военной помощи от Алкибиада. Мощные стены спасли Нюрнберг от разграбления, но и он должен был выплатить Алкибиаду 600 000 гульденов. В 1553 году из-за измены был взят замок Найдек и сожжён. Алкибиад имел возможность создать коалицию и получить большие политические выгоды. Однако его интересовал только грабёж. В том же году он потерпел поражение, бежал в 1554 году во Францию. В начале 1556 года возвратился в Германию к своему зятю маркграфу Карлу Баденскому в Пфорцхайм, где и скончался 8 января 1557 года.,

## Замки

### Замок «Граальсбург»
\
Так назвал для себя этот замок, находящийся в городе Гёсвайнштайн, Рихард Вагнер, работая над своими операми на темы германо-скандинавской мифологии. На прилагаемом фото этот замок изображён слева, а справа на переднем плане виден один из шедевров Балтазара Ноймана — паломническая церковь во имя Святой Троицы.

### Замок Фельденштайн
Впервые этот замок, находящийся во франконском городе Нойхаузе, упомянут в 1269 году, хотя его создание относят к 1008 году. Однако и эта дата не достаточно достоверна. Достоверно то, что уже в следующем столетии замок оказался во владениях фюрстбишофа и при этом был значительно расширен. В XIV и XV столетиях замок находился во власти епископа, однако был передан в ленное владение мирским хозяевам из Шёра и Эглоффштайна. В следующем столетии замок был превращён в резиденции фюрстбишофа.
Благодаря своей мощной оборонительной системе долгое время в многочисленных войнах замку удавалось противостоять неприятелю. Хотя в 1388 году он всё же был захвачен нюрнбержцами. В тридцатилетнюю войну, в которой была использована артиллерия, замок был взят.
В 1632 году замок был захвачен шведами, а через три года и баварцами.
В апреле 1708 года молния ударила в пороховую башню, и значительная часть замка была разрушена. После этого епископы потеряли к нему интерес. Замок начали постепенно разбирать.
В XX веке берлинский военный врач Герман фон Эппенштайн затратил один миллион марок на восстановление замка и привёл его в приличный вид. Реставрация замка продолжалась с 1894 по 1914 годы. После его смерти вдова отдала замок в 1937 году Герману Герингу, с родителями которого дружила семья врачей. Геринг использовал замок для хранения конфискованных во время войны в захваченных странах Европы произведений искусства и драгоценностей. Поэтому после войны замок перешёл во владение Баварии в хорошем состоянии.
В настоящее время замок взят в аренду пивоваренной фирмой Кайзер Брау.
Начиная с 1974 года замок используется как туристический объект, известный как в Германии, так и за её границами.

### Замок Хоэнштайн (Hohenstein)
Находится на скале высотой 633 м и представляет собой самый высоко расположенный замок северной части Франконского Альба. Старая часть входящего в состав строений замка дворца построена предположительно во второй половине XI века для размещения администрации Бамберга и находилась во владении Виттельсбахов(Wittelsbacher) и Штауферов (Staufer), а позже перешёл во владение Нюрнберга. Здесь же находится и капелла, посвящённая Св. Георгию. Ниже расположена другая часть замка, построенная в 1553 году по поручению Городского Совета Нюрнберга.

### Замок Грайфенштайн (Schloss Greifenstein (Fränkische Schweiz))
Построен в XII веке и расположен высоко над городом Хайлигенштадтом (Heiligenstadt). Сначала замок находился во владении семьи Шлюссельбергов (Schlüsselberer), а затем семьи Штрайтбергов (Streitberger). С 1691 года замок перешёл во владение семьи Шенк фон Штауфенбергов. При этом архитектор Леонард Дентценхофер (Leonhard Dientzenhofer) перестроил старинное средневековое строение в элегантный барочный замок. Рядом с замком расположен парк во французском стиле, а к замку ведёт длинная липовая аллея, заканчивающаяся подъёмным мостом перед воротами замка. В конце XX века замок находился во владении графа Штауфенберга (Stauffenberg), племянника графа Клауса Шенка фон Штауффенберга, совершившего неудачное покушение на Гитлера 20 июля 1944 года. Замок содержит богатую коллекцию оружия, охотничьих трофеев и мебели. Открыт для посещения в первую половину дня.

### Замок Унтерауфзес (Unteraufseß)
Внутри окружённого стенами пространства наряду со строениями XVII века и церковью XVIII века находится древнейшее каменное строение Франконской Швейцарии — донжон или бергфрид, называемый, Рабентурм (Rabenturm). В этом замке проживает ветвь одной из самых древних фамилий Франконской Швейцарии, имевших во владении в X—XI веках первый замок, построенный на скале, носивший название Уфзац (Ufsaze).
Расположенный рядом дом, построенный, по-видимому, также в XIII веке, служил местом, где в XIX веке находилась студия Ганса фон Ауфзеса, который за свой счёт основал Германский Национальный Музей (Нюрнберг), используя свою коллекцию старых рукописей, оружия, скульптур, картин, монет и печатей.
До 1993 года в нём жил его потомок, Ханс Макс Фрайхерр фон Ауфзес, известный автор, сделавший своей темой эссе о Франконии и в особенности Франконской Швейцарии, как в её границах, так и за ними. В своих трудах барон Ауфзес пытался сохранить воспоминания о рыцарской культуре.
В одной части старинного здания, восстановленного в XVII веке после разрушений Тридцатилетней войны, продолжают жить члены семьи Ауфзес, владеющие замком уже в течение 900 лет. Другая часть доступна для осмотра.

### Замок Оберауфзес (Oberaufseß)
Замок построен только в 1690 году. Возник после ссоры братьев из семейства Ауфзес, в результате которой младший построил новый севернее высоко над рекой Ауфзес. Замок вскоре после постройки потерял своё оборонительное значение.